# Калиновка (Мстиславский район)
Калиновка (бел. Калінаўка) — деревня в Мстиславском районе Могилёвской области Белоруссии. Входит в состав Мазоловского сельсовета.

## География
Деревня находится в северо-восточной части Могилёвской области, в пределах Оршанско-Могилёвской равнины, к югу от автодороги Р73, на расстоянии примерно 1,5 километров (по прямой) к югу от Мстиславля, административного центра района. Абсолютная высота — 194 метра над уровнем моря.

## История
Согласно «Списку населенных мест Могилёвской губернии» 1910 года издания населённый пункт входил в состав Юшковского сельского общества Казимирово-Слободской волости Мстиславского уезда Могилёвской губернии. В деревне имелось 10 дворов и проживало 79 человек (40 мужчин и 39 женщин).

## Население
По данным переписи 2009 года, в деревне проживало 15 человек.